# Katorz
Katorz es el undécimo álbum de estudio de Voivod, editado en 2006.
En medio de las grabaciones del disco, el 25 de agosto de 2005, el guitarrista Piggy (Denis D'Amour) murió de cáncer de colon, aunque todos los temas fueron grabados antes de su fallecimiento.
Una vez más participa el bajista Jason Newsted.

## Lista de canciones
- 1- "The Getaway" – 3:58
- 1- "Dognation" – 4:06
- 3- "Mr. Clean" – 4:16
- 4- "After All" – 4:44
- 5- "Odds & Frauds" – 4:50
- 6- "Red My Mind" – 4:41
- 7- "Silly Clones" – 3:18
- 8- "No Angel" – 5:06
- 9- "The X-Stream" – 4:58
- 10- "Polaroids" – 5:08

## Personal
- Denis Bélanger alias Snake - voz
- Michel Langevin alias Away - batería
- Denis D'Amour alias Piggy - guitarra
- Jason Newsted alias Jasonic - bajo, voces